# Magnus Hedenlund
Magnus Elias Hedenlund, född den 23 juli 1891 i Rämmens församling, Värmlands län, död den 27 juli 1974 i Stockholm, var en svensk militär.
Hedenlund blev underlöjtnant vid Värmlands regemente 1912, löjtnant där 1916 och kapten där 1927. Han var lärare vid infanteriskjutskolan 1928–1936, blev major vid infanteriinspektionen 1936, överstelöjtnant där 1938 och vid Gotlands infanteriregemente 1939 samt överste och chef för infanteriets skjutskola 1941. Hedenlund var chef för Västernorrlands regemente 1942–1946 och för Hallands regemente 1947–1951. Han var redaktör för Militärteknisk tidskrift 1938–1942. Hedenlund blev riddare av Svärdsorden 1933 och av Vasaorden 1937 samt kommendör av andra klassen av Svärdsorden 1945 och kommendör av första klassen 1948. Han är begravd på Västra kyrkogården i Karlstad.